# Tanečnica (Velká Fatra)
Tanečnica (1462 m n. m.) je hora ve Velké Fatře na Slovensku. Nachází se v Liptovské větvi hlavního hřebene mezi Rakytovem (1567 m) na jihu a Skalnou Alpou (1463 m) na severu. Západním směrem vybíhá z hory krátká rozsocha klesající do doliny Rakytov. Na druhé straně se nachází podstatně delší rozsocha sevřená mezi Teplou dolinu a dolinu Skalné a klesající přes vrchol Skalné (1145 m) do údolí Revúce. Západní a severní část hory je chráněna v rámci Národní přírodní rezervace Skalná Alpa.

## Přístup
Vrchol je turisticky nepřístupný. Nejblíže prochází zelená značka v úseku mezi Severným Rakytovským sedlem a rozcestím Močidla.